# 44 Dywizja Piechoty (II RP)
44 Dywizja Piechoty (44 DP) – rezerwowa wielka jednostka piechoty Wojska Polskiego II RP.
44 DP nie występowała w organizacji pokojowej Wojska Polskiego. Była rezerwową wielką jednostką piechoty mobilizowaną na podstawie planu „W” na terenie Okręgu Korpusu Nr IV, w II rzucie mobilizacji powszechnej z wyjątkiem 144 pp, który miał być mobilizowany w I rzucie. Eksterytorialnie miały być mobilizowane dwa bataliony 144 pp we Włocławku (Okręg Korpusu Nr VIII) oraz batalion saperów w Modlinie i dywizyjny zestaw łączności w Zegrzu i Warszawie (Okręg Korpusu Nr I). Zgodnie z planem „W” mobilizacja II rzutu, w tym gros 44 DP miała się rozpocząć siódmego dnia mobilizacji powszechnej („dzień X”).
W czasie kampanii wrześniowej dywizja przeznaczona była pierwotnie do Armii „Łódź”. Walczyła jednak rozproszona: 144 pułk piechoty w obronie Sochaczewa, 145 pp z częściami 144 pp  w obronie Warszawy, 146 pp  w Jeżowie i Rozprzy, a następnie w obronie Palmir. I/ 54 pal włączony został do GO gen. Andersa.

## Dywizja w kampanii wrześniowej 1939
44 Dywizja Piechoty w pierwszych dniach września koncentrowała się na tyłach Armii „Łódź”. Na stanowisko dowódcy dywizji wyznaczony został pułkownik Eugeniusz Żongołłowicz, dotychczasowy dowódca piechoty dywizyjnej 5 DP we Lwowie. Wymieniony oficer przybył do Łowicza wieczorem 4 września i jeszcze tego samego dnia dwukrotnie wyjeżdżał w towarzystwie szefa sztabu do Łodzi, gdzie otrzymał rozkazy od dowódcy armii, generała dywizji Juliusza Rómmla. Rejon koncentracji dywizji wyznaczono w rejonie Dłutów –Tuszyn, a 146 pułk piechoty od 1 września mobilizowany był w Piotrkowie. Jednakże ze względu na szybkość niemieckiego natarcia nie zdążono do końca sformować całej dywizji. 4 września I batalion 146 pułku piechoty włączono do obrony Piotrkowa Trybunalskiego wraz z 86 pułkiem piechoty. Rozproszone oddziały 44 DP wycofywały się następnie ku Wiśle. 15 września zostały skierowane z rejonu Cegłowa do obrony Warszawy. Część dywizji walczyła na obszarze Pragi w ramach zgrupowania gen. Juliusza Zulaufa do kapitulacji stolicy 28 września.

## Planowana organizacja wojenna 44 DP
Dywizyjny zestaw łączności miał być mobilizowany przez Centrum Wyszkolenia Łączności z 1 batalionem telegraficznym w Zegrzu (kompania telefoniczna, pluton łączności KG i drużyna parkowa łączności) oraz pułk radiotelegraficzny w Warszawie (pluton radio, a także personel i sprzęt radio dla drużyny parkowej łączności).

Wszystkie oddziały taborów miały być mobilizowane przez kadrę 4 dywizjonu taborów w Łęczycy.

Oddziały i zakłady służby zdrowia miały być mobilizowane przez 4 Szpital Okręgowy w Łodzi.
W nawiasach podano nazwy jednostek mobilizujących pozostałe oddziały dywizji.

- Dowództwo 44 DP (10 pp jako grupa dyspozycyjna personelu Typ II Nr 15)
- dowódcy broni i szefowie służb 44 DP
- sztab 44 DP

Kwatera Główna 44 DP (10 pp)
- kompania asystencyjna nr
- pluton łączności Kwatery Głównej nr 55
- pluton pieszy żandarmerii nr 55 – por. Antoni Bielawski
- Poczta Polowa Nr 82 (UPT Łódź)
- sąd polowy nr 83 (KRU Skierniewice[8])
- kompania gospodarcza KG 44 DP

Piechota dywizyjna
- 144 pułk piechoty
- 145 pułk piechoty
- 146 pułk piechoty
- samodzielna kompania karabinów maszynowych i broni towarzyszącej nr 44 (18 pp) – por. Zdzisław Eugeniusz Kozdęba (poległ 17 IX)
- kompania kolarzy nr 44 (18 pp) – ppor. rez. Edward Beyga

Artyleria dywizyjna
- 54 pułk artylerii lekkiej
- samodzielny patrol meteorologiczny nr 54 (26 pal)

Jednostki broni
- batalion saperów typ IIb nr 71 (1 bsap.[9])
- kompania telefoniczna nr 55
- pluton radio nr 55
- drużyna parkowa łączności nr 55

Jednostki i zakłady służb
- kompania sanitarna nr 431
- szpital polowy nr 431
- polowa kolumna dezynfekcyjno-kąpielowa nr 431
- polowa pracownia bakteriologiczno-chemiczna nr 431
- polowa pracownia dentystyczna nr 431
- dowództwo grupy marszowej służb typ II nr 431
- dowództwo grupy marszowej służb typ II nr 432
- kolumna taborowa parokonna nr 431
- kolumna taborowa parokonna nr 432
- kolumna taborowa parokonna nr 433
- kolumna taborowa parokonna nr 434
- kolumna taborowa parokonna nr 435
- kolumna taborowa parokonna nr 436
- kolumna taborowa parokonna nr 437
- kolumna taborowa parokonna nr 438
- warsztat taborowy (parokonny) nr 431
- pluton taborowy nr 431
- park intendentury typ I nr 431 (składnica materiału intendenckiego Nr 4 w Łodzi[10])
- pluton parkowy uzbrojenia nr 431 (Składnica Uzbrojenia Nr 4 w Gałkowie[11])

## Obsada personalna Kwatery Głównej 44 DP
| Obsada personalna Kwatery Głównej 44 DP    | Obsada personalna Kwatery Głównej 44 DP       | Obsada personalna Kwatery Głównej 44 DP                    |
| Stanowisko etatowe                         | Stopień, imię i nazwisko                      | Uwagi                                                      |
| ------------------------------------------ | --------------------------------------------- | ---------------------------------------------------------- |
| dowódca dywizji                            | płk piech. Eugeniusz Żongołłowicz             | niemiecka niewola                                          |
| oficer ordynansowy                         | ppor. rez. Zygmunt Muszyński                  |                                                            |
| dowódca piechoty dywizyjnej                | płk piech. Marian Krudowski                   | stanowiska nie objął                                       |
| oficer sztabu dowódcy piechoty dywizyjnej  | kpt. Mieczysław Czyżewicz                     | do 12 IX 1939                                              |
| dowódca artylerii dywizyjnej               | płk Jan Drejman                               |                                                            |
| oficer sztabu dowódcy artylerii dywizyjnej | mjr Włodzimierz Czerniakowski                 | †1940 Katyń                                                |
| oficer sztabu dowódcy artylerii dywizyjnej | kpt. Aleksander Matejkowski                   |                                                            |
| oficer sztabu dowódcy artylerii dywizyjnej | por. Mieczysław Antoni Nejman                 |                                                            |
| dowódca saperów dywizyjnych                | mjr Tadeusz II Pisarski                       | dowódca saperów 41 DP                                      |
| szef sztabu                                | ppłk dypl. Józef Moszczeński                  | niemiecka niewola                                          |
| oficer operacyjny                          | kpt. dypl. Ludwik Sadowski                    | †11 IX 1939                                                |
| oficer operacyjny                          | kpt. dypl. Władysław Malinowski               | od 11 IX 1939                                              |
| oficer informacyjny                        | kpt. piech. Bohdan Łuczaj                     | od 10 IX oficer informacyjny w sztabie 13 Brygady Piechoty |
| dowódca łączności                          | kpt. Kazimierz Wojnarowski                    |                                                            |
| kwatermistrz                               | mjr dypl. Edmund Januszkiewicz                |                                                            |
| szef służby zdrowia                        | mjr dr med. Henryk Czesław Jarocki            |                                                            |
| szef służby uzbrojenia                     | mjr uzbr. Mieczysław Czesław Markiewicz       |                                                            |
| szef służby intendentury                   | kpt. int. Sławomir Jan Pawłowski              | do 9 IX 1939                                               |
| szef służby intendentury                   | kpt. int. z wsw Stanisław Piotr Musiał        | od 17 IX 1939, niemiecka niewola                           |
| szef służby weterynaryjnej                 | mjr lek. wet. Marian Józkiewicz               | niemiecka niewola                                          |
| szef służby duszpasterskiej                | proboszcz ks. Franciszek Juszczyk             |                                                            |
| komendant Kwatery Głównej                  | kpt. piech. Jan Władysław Maciejewski         | do 18 IX 1939, niemiecka niewola                           |
| komendant Kwatery Głównej                  | kpt. Mieczysław Sylwester Bobrownicki-Libchen | od 18 IX 1939                                              |
| oficer płatnik                             | por. Kozłowski                                |                                                            |
| oficer żywnościowy                         | ppor. rez. Leszczyński                        |                                                            |
| dowódca kompanii sztabowej                 | kpt. Loewenstamm Stanisław                    | niemiecka niewola                                          |